# Cardelhac
Cardelhac (francès Cardeilhac) és un municipi occità de Comenge a Gascunya, del departament de l'Alta Garona, a la regió d'Occitània.